# Cristian Dzwonik
Cristian Dzwonik (Buenos Aires, 18 de março de 1971), mais conhecido como Nik, é um cartunista argentino conhecido pela criação de suas histórias em quadrinhos, notoriamente o personagem Gaturro, publicadas no jornal diário La Nación e, posteriormente, n'O Clarín.

## Biografia
Começou a desenhar aos 12 anos, como aluno da escola de desenho do cartunista e humorista gráfico Carlos Garaycochea. Completou seus estudos secundários no Colégio Nacional de Buenos Aires, onde se formou em 1988, passando pela Faculdade de Arquitetura, Design e Urbanismo da Universidade de Buenos Aires. Aos 14 anos, publicou seu próprio desenho na revista de Patoruzú. Em 1992 ingressou no jornal portenho La Nación como humorista gráfico na sátira política do corpo do jornal. Desde 1994 colabora com a revista semanal Noticias.
Em 1996, o personagem Gaturro apareceu pela primeira vez em La Nación. Em 2010 foi lançado Gaturro: la película, dirigida por Gustavo Cova.
Trabalhou também em mídias impressas como Muy Interesante, El Cronista e Revista Noticias. Editou livros e trabalhou fazendo seu típico humor gráfico no programa Periodismo para todos, de Jorge Lanata.
Colaborou com a sede argentina do Fundo das Nações Unidas para a Infância (Unicef) em várias ocasiões. Em 2010, a empresa argentina de brinquedos Rasti apresentou uma escultura em bloco de Gaturro para um evento do Fundo. Em 2015, Nik participou do programa anual de arrecadação solidária Um sol para os meninos e Gaturro aparece em materiais oficiais da agência para a promoção da leitura.